# Albert Androt
Albert Auguste Androt (* 1781 in Paris; † 19. August 1804 in Rom) war ein französischer Komponist.
Androt studierte ab 1796 am im Vorjahr durch Bernard Sarrette gegründeten Pariser Konservatorium. Er zählte damit zu den ersten Schülern dieser Institution, die 1796 ihren Unterrichtsbetrieb aufnahm. Er studierte hier bei François-Joseph Gossec und war 1803 der erste Träger des von der Académie des Beaux-Arts neu ausgeschriebenen Prix de Rome, den er für die Kantate Alcyone (nach einem Text von Antoine-Vincent Anault) erhielt.
Während seines Romaufenthaltes studierte er bei Pietro Alessandro Guglielmi. Hier wurden eine Oper von ihm und während der Karwoche 1804 ein religiöses Werk aufgeführt. Während einer Gedenkfeier nach seinem frühen Tod wurde im Oktober 1804 in der Kirche San Lorenzo fuori le mura ein De Profundis aufgeführt, das er kurz vor seinem Tode vollendet hatte.
Außer den genannten Werken hinterließ Androt eine weitere unvollendete Oper sowie zwei Sinfonien.
| Personendaten    | Personendaten                               |
| ---------------- | ------------------------------------------- |
| NAME             | Androt, Albert                              |
| ALTERNATIVNAMEN  | Androt, Albert Auguste (vollständiger Name) |
| KURZBESCHREIBUNG | französischer Komponist                     |
| GEBURTSDATUM     | 1781                                        |
| GEBURTSORT       | Paris                                       |
| STERBEDATUM      | 19. August 1804                             |
| STERBEORT        | Rom                                         |